# Sorcery 101
Sorcery 101 (in italiano "Stregoneria 101") è un fumetto online scritto e illustrato da Kel McDonald.
Il lancio avviene il 12 maggio 2005; originariamente disegnato in bianco e nero, dal 19 agosto 2005 viene pubblicato a colori.
La prima apparizione avviene su Comicgenesis, poi si trasferisce su Keenspot il 27 luglio 2006 per approdare successivamente alla Blank Label Comics.
La storia racconta la vita di Danny Gunn, un insegnante di scuola che è anche un aspirante stregone.